# Siouville-Hague
Siouville-Hague is een gemeente in het Franse departement Manche (regio Normandië). De plaats maakt deel uit van het arrondissement Cherbourg-Octeville. Siouville-Hague telde op 1 januari 2022 936 inwoners.

## Geografie
De oppervlakte van Siouville-Hague bedroeg op 1 januari 2022 6,37 vierkante kilometer; de bevolkingsdichtheid was toen 146,9 inwoners per km².

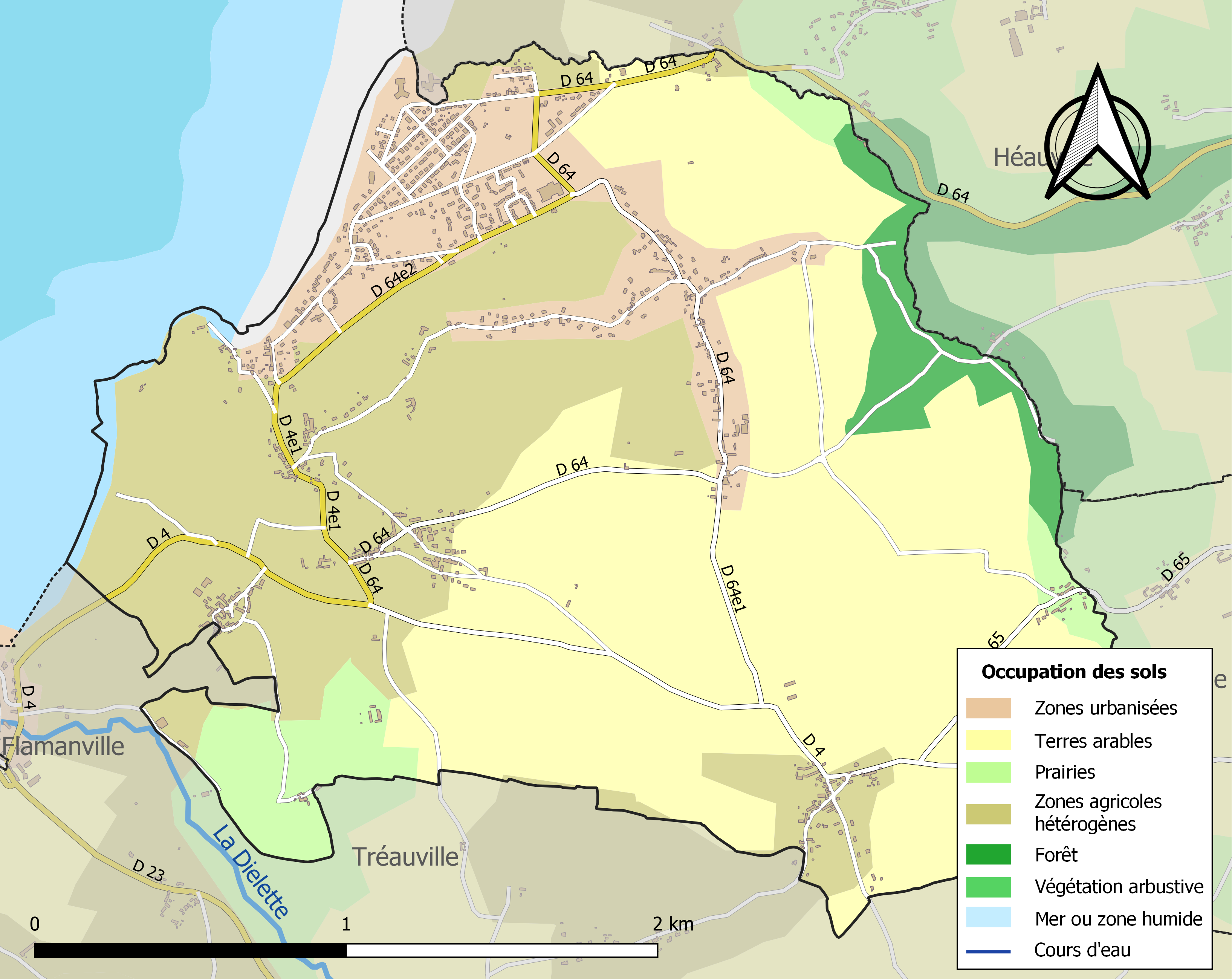
Kaart van de gemeente met de belangrijkste infrastructuur, bodemgebruik en omliggende gemeenten

## Demografie
Onderstaande figuur toont het verloop van het inwonertal (bron: INSEE-tellingen).